# 韩镛 (元朝)
韩镛（？—？），字伯高，济南路（山东省济南市）人，元朝政治人物。元顺帝时中书参知政事。
延祐五年（1318年）韩镛中进士第，历任将仕郎、翰林国史院编修官，转任集贤都事，国子博士。泰定四年（1327年），担任监察御史。元文宗天历元年（1328年），出为浙西廉访司事。天历二年（1329年），担任江浙财赋副总管。至顺元年（1330年），转任江南行台治书侍御史。元顺帝初年，担任知枢密院事。至正二年（1342年），为侍御史，被人诬陷弹劾，罢职。至正五年（1345年），担任参议中书省事。至正七年（1347年），出任饶州路总管，在任期间，兴办教育，为官清正。至正十年（1350年），担任中书参知政事，次年，出为甘肃行省参知政事，不久转任陕西行台御史中丞，在官任上去世。

## 延伸阅读
[在维基数据编辑]
 《元史/卷185》，出自宋濂《元史》